# Morpho mullea
Morpho mullea är en fjärilsart som beskrevs av Hans Fruhstorfer 1907. Morpho mullea ingår i släktet Morpho och familjen praktfjärilar. Inga underarter finns listade i Catalogue of Life.